# Trachelas spicus
Trachelas spicus är en spindelart som beskrevs av Norman I. Platnick och Mohammad U. Shadab 1974. Trachelas spicus ingår i släktet Trachelas och familjen flinkspindlar. Inga underarter finns listade i Catalogue of Life.